# Les Yeux d'Irène
Les Yeux d'Irène est un roman de Jean Raspail paru en mars 1984 aux Éditions Albin Michel.

## Éditions
- Les Yeux d'Irène, Éditions Albin Michel, 1984  (ISBN 2-226-02063-2).